# Robert Pow
Robert Barclay Pow (* 7. Juli 1883 in Emerson, Manitoba; † 25. April 1958 in Fort William, Ontario) war ein kanadischer Curler, Olympiasieger und Politiker.
Pow spielte als Second der kanadischen Manitoba-Mannschaft bei den III. Olympischen Winterspielen 1932 in Lake Placid im Curling. Die Mannschaft gewann die olympische Goldmedaille. Da Curling damals noch eine Demonstrationssportart war, besitzt die Medaille allerdings keinen offiziellen Status. 2004 wurde das W. H. Burns Curling Team von 1932, deren Mitglied Pow war, in die Manitoba Sports Hall of Fame aufgenommen.
1933 bis 1936 war er Bürgermeister von Fort William (Ontario). Von 1929 bis 1932 und 1937 bis 1940 war er dort Ratsherr.

## Erfolge
- 1. Platz Olympische Winterspiele 1932 (Demonstrationswettbewerb)